# Tristesse
Pour les autres significations, voir tristesse (homonymie).
La tristesse est une douleur émotionnelle associée, ou caractérisée par des sentiments de désavantages, à une perte, au désespoir ou au chagrin. Un individu triste fait face à un état léthargique et se replie face aux autres. Le pleur est souvent une indication de la tristesse. La tristesse est l'une des « sept émotions de base » décrites par Paul Ekman, parmi elles la joie, la colère, la surprise, la peur, le mépris et le dégoût.

## Physiologie
Les expressions faciales de la tristesse exposant des petites pupilles sont significativement jugées plus intenses, et encore plus si les pupilles diminuent davantage.

## Chez l'enfant

Almeida Júnior - Saudade (Longing) - Google Art Project

La tristesse fait partie de l'enfance. Connaitre une telle émotion permet plus facilement d'exprimer des problèmes d'ordre émotionnel aux membres de la famille ; cependant, chez certaines familles, la tristesse n'est « pas admise » ou (consciemment ou inconsciemment) refoulée. Robin Skynner (en) suppose que cela peut poser des difficultés lorsque cette « émotion compensatoire » nous est « proscrite » lorsque nous en avons « besoin »... ne pas exprimer la tristesse nous rend un peu maniaques.
La tristesse est un processus normal chez l'enfant lorsqu'il est séparé de sa mère dans le but de devenir plus indépendant. Chaque fois qu'un enfant se sépare de plus en plus de sa mère, celui-ci devra, de temps à autre, faire face à un sentiment temporaire de perte. Skynner suppose que lorsque la mère ne peut supporter et qu'elle « revient vers son enfant pour le réconforter de sa présence » alors 
l'enfant n'obtient aucune chance d'apprendre à faire indépendamment face à ce sentiment de détresse. Le médecin T. Berry Brazelton explique que « brusquer, ou se moquer de la tristesse de son enfant, dévalue la mère. » ; Selma Fraiberg (en), elle, suppose qu'il est important de respecter le droit d'un enfant d'apprendre à faire face à un sentiment de tristesse. Margaret Mahler croit que la tristesse requiert une « certaine résistance morale » pour qu'elle soit apprise, et qu'un enfant sur-protégé puisse développer de l'« hyperactivité et de l'agitation... du fait qu'il ne peut ressentir le besoin de douleur. » De cette manière, D. W. Winnicott suppose que « lorsque l'enfant montre qu'il peut pleurer de tristesse, le parent peut en déduire qu'il a parcouru un long chemin dans le développement de ses sentiments... »

## Guérison
Daniel Goleman explique que « les individus seuls tendent souvent à être tristes... Malheureusement, les laisser tomber ne fait qu'empirer leur état. La seule stratégie à adopter, c'est de rester seul. » Ruminer, et « noyer sa tristesse » est également contreproductif. L'attention et la patience envers la tristesse est le seul moyen d'apprendre aux individus à se sortir de la solitude. Goleman suggère deux autres alternatives positives recommandées par la psychothérapie cognitivo-comportementale. « L'une, d'apprendre à contrôler ses émotions négatives pour les transformer en pensées positives. L'autre consiste à occuper son esprit avec des activités agréables. » Les théories de la relation d'objet, au contraire, suggèrent l'utilité de rester dans la tristesse : « il est important de transmettre à une personne que sa tristesse est « acceptée » » – plus facilement lorsqu'un « support émotionnel » lui est offert, pour l'aider à ressentir cette tristesse.
Lorsque certains individus se sentent tristes, ils préfèrent se retirer de leur entourage et, de ce fait, arrivent plus facilement à en sortir. Aux dépens des individus, ceux-ci ont leur propre moyen de guérir de leur tristesse. Ils peuvent passer du temps avec d'autres personnes, avec un animal de compagnie ou exprimer cette tristesse de diverses manières comme la danse.

### Ouvrages
- Maryse Vaillant, Mes petites machines à vivre. Oser la tristesse, la solitude et l’ennui, Jean-Claude Lattès, 2011. Prix Psychologies-Fnac 2012 du meilleur essai
- (en) Karp DA, Speaking of Sadness, 1997 (ISBN 0195113861).

### Articles
- (en) Keltner D, Ellsworth PC, Edwards K, « Beyond simple pessimism: effects of sadness and anger on social perception », J Pers Soc Psychol, vol. 64, no 5,‎ mai 1993, p. 740–52 (PMID 8505705, DOI 10.1037/0022-3514.64.5.740, lire en ligne)
- (en) Tiedens LZ, « Anger and advancement versus sadness and subjugation: the effect of negative emotion expressions on social status conferral », J Pers Soc Psychol, vol. 80, no 1,‎ janvier 2001, p. 86–94 (PMID 11195894, DOI 10.1037/0022-3514.80.1.86, lire en ligne)
- (en) « Ambady & Gray, 2002 »(Archive.org • Wikiwix • Archive.is • Google • Que faire ?)
- (en) Forgas JP, « On feeling good and getting your way: mood effects on negotiator cognition and bargaining strategies », J Pers Soc Psychol, vol. 74, no 3,‎ mars 1998, p. 565–77 (PMID 11407408, DOI 10.1037/0022-3514.74.3.565, lire en ligne)
- (en) Forgas JP, « On being happy and mistaken: mood effects on the fundamental attribution error », J Pers Soc Psychol, vol. 75, no 2,‎ août 1998, p. 318–31 (PMID 9731311, DOI 10.1037/0022-3514.75.2.318, lire en ligne)
- (en) Forgas JP, « The role of emotion in social judgments: an introductory review and an Affect Infusion Model (AIM) », Eur J Soc Psychol, vol. 24, no 1,‎ 1994, p. 1–24 (DOI 10.1002/ejsp.2420240102)
- (en) Forgas JP, Bower GH, « Mood effects on person-perception judgments », J Pers Soc Psychol, vol. 53, no 1,‎ juillet 1987, p. 53–60 (PMID 3612493, DOI 10.1037/0022-3514.53.1.53, lire en ligne)
- (en) Isen AM, Daubman KA, Nowicki GP, « Positive affect facilitates creative problem solving », J Pers Soc Psychol, vol. 52, no 6,‎ juin 1987, p. 1122–31 (PMID 3598858, DOI 10.1037/0022-3514.52.6.1122, lire en ligne)
- (en) Keltner D, Kring AM, « Emotion, social function, and psychopathology », Review of General Psychology, vol. 2, no 3,‎ 1998, p. 320–342 (lire en ligne [archive du 11 juin 2007])
- (en) Daniel Goleman, Emotional Intelligence, Londres, 1996